# نزدیک ۵۴۹۰۲
سیارک ۵۴۹۰۲ (به انگلیسی: 54902 Close، نامگذاری:2001OG77) پنجاه و چهار هزار و نهصد و دومین سیارک کشف شده‌است که در ۲۳ ژوئیه ۲۰۰۱ کشف شد.